# 潘恵子
潘 恵子（はん けいこ、1953年〈昭和28年〉4月5日 - ）は、日本の声優、女優、西洋占星術師。ジャストプロ所属。娘は声優の潘めぐみ。

## 経歴

### 生い立ち
1953年、東京都港区新橋生まれ。台湾の籍を持つ。実際の生誕日は3月19日だが、出生時に生死をさまよい出生届が遅れたことで、誕生日は4月5日となった。
父はスペインポルトガル系中国人、母は大阪府出身の日本人。3人の姉がいる末っ子であり、幼少期は「チャキチャキの江戸っ子で鮨屋の看板娘」だったという。
赤子の頃から自分の笑顔で皆が喜んでもらえる嬉しさを感じていたといい、芸能関係の仕事を志したきっかけは、3歳の頃から始めていたファッション誌の表紙モデルであった。母に連れられて演劇を見た帰りにカメラマンから声をかけられ、始めたという。だが、この活動は小学校に進学後、担当カメラマンの変更や学校側が禁止したことを理由に休止することとなった。一方、小さい頃から話すことは嫌いで、朗読も嫌いなど口のまわらない子供であった。
小学校から女子校に通っていた。中学時代、六本木のパン紙粘土の店でアルバイトしており、髪の毛や毛糸のクズを切り刻んで、それにポスターカラーとニスを塗ったものを作り売り出していた。その時は1個70円で売っていたが、何か月かで何十万も稼いだという。絵も好きであったが、美術の時はいつも教師に「大変上手くセンスもある。だけど作るものが小さい」と評されていた。
高校時代は人前で立って読んだりするのが嫌で、喋ることが苦手であった。国語の教科書の朗読が難しく、旧約聖書などの時は真っ赤になり、時には休んでいた程であった。友人から「セリフ無いから」と誘われ、演劇部に参加。高校2年生の時に、演劇部の人物に「あれは喋らなくってもいいからやってみない?」と誘われて演じたのは、小学1年生の時に来日し講演を聞いたことがあったヘレン・ケラーであり、これがきっかけで役者を目指す。高校生で劇団四季を受けていたが落選し、他にも色々な劇団を受けていた。しかし親から「大学だけはどうしても行って欲しい」というため、東洋英和女学院を経て、日本大学藝術学部演劇学科に進学したが、芝居をほとんどやらせてくれなかったという。

### キャリア
大学に進学したのとほぼ同時に水森亜土の魅力に惹かれて、内海賢二の所属する劇団未来劇場で舞台女優として活動。友人の勧めで「面白い劇団があるから、受けてみたら?」と言われて、研究生試験を受けて入団したという。高校時代は絵も描いていたことから、当初は舞台美術の方をしたかったという。水森のコケティッシュな絵がとても好きであったことから、「水森本人に見てもらおう」と思いスケッチブックを多数抱えて行ったが、当時の水森はちょうどメキシコに行っていたため会えなかった。初舞台は『ムッシュランバンの哀しい悲劇』。その初舞台の時に内海の相手となり、それがきっかけで声優の世界に繋がりを持つようになった。内海・野村道子夫妻に誘われたことを機に、テレビ番組・映画への出演や声優業も行うようになる。その時は二足のわらじを履き、寝る暇もなく大学と劇団を行き来しながら舞台の勉強をしていた。3年経ち、少し疲れて弱気になり、内海に「劇団も芝居もやめます」と相談していた。しかし内海が「スタジオに見学に来てごらん」と出演していた海外アニメの吹き替えのスタジオに誘ってくれたことで、声の仕事を知り声優になったきっかけとなる。その時に神谷明や、当時新人だった玄田哲章と初対面した。その時の内海はとても楽しそうで、ジョークを言って皆を笑わせ、和ませていたという。スタジオでの収録が終わり、皆での飲み会でも内海がその場を盛り上げ、潘にも気を使い、皆に紹介するなど楽しませていた。内海が飲みながら力強く「どんな小さな場所でも光ってるやつはいるんだ!光らなくちゃ」、「一生懸命やっていれば、見てる人は必ずいるんだ!頑張れよ！」と語り、潘は「こんな楽しい世界があるんだ……」と思った。その矢先、内海の妻の野村から「賢ちゃんから聞いたんだけど、お芝居やめちゃうの?声の仕事をやってみない?」と電話をもらい、何かに引っ張られるように内海夫妻について行ったという。
当時は舞台と声優の演技は全然違うという風潮があったが、潘は全く苦にしなかったという。

### 声優として
所属は青二プロダクション、81プロデュース、ネヴァーランド・アーツを経て、現在はジャストプロ所属。
1977年、『サザエさん』でアニメ声優としてデビュー。同年には、『超人戦隊バラタック』のユリ役で初レギュラーを獲得した。また同年、日本アニメーション製作の『女王陛下のプティアンジェ』（アンジェ役）で初主演した後、『機動戦士ガンダム』（ララァ・スン役）や、1980年代には『世界名作劇場』シリーズに出演する。
『機動戦士ガンダム』出演当時、ニューヨークで1週間の滞在期間中にブロードウェイの舞台を8本観劇。その内容にショックを受け、自分の芝居に「もう無理!」と感じたといい、自分に何ができるか考えてた結果、声の仕事に専念するようになった。内海賢二と来宮良子を、育ての親と呼んでいる。
元祖アイドル声優として、歌手としても活動、主題歌を担当した作品もある。また、クイズ番組やテレビドラマなどにも出演していたこともある。1980年代前半には、女性声優の人気投票で度々1位を獲得していた。

## 特色・人物
声種は「あどけない弾むメゾソプラノ」。
私生活では、一度目の結婚の後に一人娘のめぐみを出産し離婚。後に再婚している。
古谷徹とは共演が多く、古谷の口から「たくさんの作品で相手役を含めやらせていただいた」と語られている。
特技は星占い、歌。趣味はイラスト、絵画。

### エピソード
『セーラームーン』第1作では、正義側のルナと悪役のクイン・ベリルの両方を演じていたが、連続して登場する際にとっさの切り替えが難しかったと語っている。直前に登場した役の声のまま、もう片方の役を演じてしまい、NGになったことも多いという（『セーラームーン』LD収録のインタビューにて）。当時の事を振り返り「失敗しても悔やんでいられない。でも凄く前向きな性格になれた」と語る。天王はるか役の緒方恵美とは初の共演であり、その演技力には「後輩と呼びにくい」「鳥肌が立った」と評している。

#### サザエさん
『サザエさん』では、1977年に主婦役で出演しアニメデビュー作となる。初めてのセリフは「大根、おいくらですか？」だった。
1978年からは、サザエさん一家の隣人である浜みつ子役を担当。1985年にみつ子が引っ越しという形で作品に登場しなくなってからは、新たに隣人となった伊佐坂ウキエ役を担当し、めぐみを出産する1989年に降板するまで約11年間レギュラー出演した。
なお、出演は初めから決まっていたわけではなく、最初は事務所の先輩でワカメ役の野村道子に頼み込む形で、勉強のため収録スタジオを見学するだけだった。見学を快諾したディレクターの岡本知は、当時の潘が新人であることから、厳しい現場を目の当たりにして二、三回の見学で諦めると思っていたという。だが、潘はその後も約半年にわたり休むことなくスタジオを訪れたといい、いつも副調整室の片隅で出演者をつぶさに見る姿に感銘を受けた岡本が関係者に「あの子にそろそろ何か役をつけてあげよう」と提案したことで出演が決まったという。

#### 世界名作劇場
『世界名作劇場』シリーズでは、1980年の『トム・ソーヤーの冒険』（ベッキー役）が初出演となる。『トム・ソーヤー』のベッキー役を、「自分に似て不器用なところがあり、今でもとても思い入れのあるキャラクター」と語る。
この『トム・ソーヤー』で、服部克久から「歌ってみて」と言われて挿入歌『恋するベッキー』を歌ったが、それがそのままシングルとなった。その際、ポニー・キャニオンから当時所属していた青二プロダクションへ「歌手にならないか?」と誘われ、翌1981年の『家族ロビンソン漂流記 ふしぎな島のフローネ』では、声優としての出演はなかったものの、歌手として主題歌・ED曲を担うことになり、歌手活動を開始。
1983年には、『アルプス物語 わたしのアンネット』（アンネット役）で単独主演を果たし、主題歌・EDも担当。1986年から1988年にかけては、『愛少女ポリアンナ物語』（ナンシー役）、『愛の若草物語』（メグ役）、『小公子セディ』（ハートル役）と3年連続シリーズに出演している。このうち、『愛の若草物語』では主人公姉妹の1人を演じ、他の姉妹役声優3人と共に、キャラクターとして2代目主題歌（元々は挿入歌として作られたもの）も歌った。
このように、声優業・歌手業の双方で深い繋がりを持ったが、特に複数での担当を含めた主題歌担当歴3回は、4度の大杉久美子に次いで2番目の多さとなる。これらからシリーズの話題の際には、山田栄子、堀江美都子、中西妙子、吉田理保子らと共に、「名劇を代表する声優の1人」として名が挙がることが多い。
現在では、『世界名作劇場』のようなシリーズが放送されなくなってしまったことを「寂しい」と語り、「主題歌でもたびたびかかわってきたシリーズだったので思いいれもひときわあった」と語っている。

#### ララァ・スン
『機動戦士ガンダム』のララァ・スン役は、「重要な存在」「自身にとって大きな存在」と語り「ララァ以外の役だったらどの役をやりたい」との質問には、「やはりララァがいい」と答えている。ララァはオーディションなしで役をもらったという。
「『ガンダム』は“舞台”だと思ってやっていた」と回想しており、ララァの役作りは、イセリナ役の後に期間を置いてから呼ばれ「左遷されたシャアの連れてきた女ということで、シャアのことだけは知っておけばいいという感覚だった」と語る。オーディションのとき、「想像力が豊かで人の心が読めるキャラ」といわれてララァをやることになったが、突然ニュータイプ云々となり「解釈がムズカシクテたまらなかった」と当時のインタビューで述べている。人物設定のバックボーンがなく、潘自身がララァの額の赤い印（ビンディ）から「インドの難民でルーレットのアテ師になろう」 と考えて演じていたとのこと。これを安彦良和に話したところ、後に『機動戦士ガンダム THE ORIGIN』内でその設定が反映されて描かれている。
CafeSta 馳ミュージアム（2014年11月17日配信分）にて当時のアフレコによる手当が1回5,000円と公表した。
機動戦士ガンダムの公式パロディアニメ『ガンダムさん』では、娘のめぐみがララァ・スンを演じ、親子二世代で同じキャラクターを演じている。なお、潘自身もナレーションの一人で出演し、親子共演作ともなっている。
GACKTのファンであり、シャア・アズナブル役の池田秀一がGACKTと直接の知り合いであると知った際、池田に「会わせてほしい」とねだった。だが、池田が難色を示したため「あの時助けてあげたのに!」とララァがシャアを庇って落命したことを持ち出し、結果、池田は渋々GACKTに電話をしたという。

### 西洋占星術師としての活動
西洋占星術師としての顔もあり、著作も多数。潘杏蘭（はん・きょうらん）のペンネームで『アニメージュ』で星占いのコーナーを連載していた時期もある。現在は、『ガンダムエース』誌上（ララァの占星術占い）と自動車雑誌『カー・アンド・ドライバー 日本版』誌上に占星術のコーナーを掲載、アニメでは『家庭教師ヒットマンREBORN!』のおまけコーナー「来週の星座占い」の占いを受け持っている。
占いを始めたのは、以前出会った占星術師の流智明の星の話に興味を持ったことがきっかけで、流の学校に通うようになった。弟子入り後一年経たずして、一緒に本を出すようになったとのこと。

### その他
娘のめぐみ共々中川翔子と交友がある。
潘家のカレーライスにはジャガイモが入っておらず、その代わりポテトサラダが添えられている。

## 出演
太字はメインキャラクター。

### テレビアニメ
1977年
- 一休さん（どちて坊や）
- 一発貫太くん（ルミ）
- おれは鉄兵（桃江）
- サザエさん（1977年  - 1989年、浜ミツコ、伊佐坂ウキエ〈初代〉、早川）
- 女王陛下のプティアンジェ（アンジェ・アイリントン）
- 超人戦隊バラタック（ユリ）
- ポールのミラクル大作戦（リッピー）
- ヤッターマン（アン）

1978年
- 宇宙海賊キャプテンハーロック（スノーラ）
- 宇宙戦艦ヤマト2（倉田桃代）
- 新・巨人の星
- 無敵鋼人ダイターン3（母親、ケリー）

1979年
- アニメーション紀行 マルコ・ポーロの冒険（暗殺教団の女）
- 機動戦士ガンダム（1979年 - 1980年、イセリナ、ララァ・スン）
- 銀河鉄道999（1979年 - 1981年、ユキ、少年A、ミル、トト、クレハ、久美子、サキ）
- こぐまのミーシャ（1979年 - 1980年、ナターシャ）
- サイボーグ009（1979年 - 1980年、アンナ、リーズ、ジェーン）
- ゼンダマン（グリム）
- 円卓の騎士物語 燃えろアーサー（1979年 - 1980年、ギネビア）
- 日本名作童話シリーズ 赤い鳥のこころ（風の子）
- 花の子ルンルン（フランソワ）
- ベルサイユのばら
- 魔女っ子チックル（星野ルミ、圭子、小森チーコ〈最終話〉）
- 未来ロボ ダルタニアス（1979年 - 1980年、白鳥早苗）
- 野球狂の詩（妙子）
- ルパン三世 (TV第2シリーズ)（ヒプノティ・パペット）

1980年
- おじゃまんが山田くん（山田小麦）
- 怪物くん（アコちゃん）
- トム・ソーヤーの冒険（ベッキー）
- タイムパトロール隊オタスケマン（マリー）
- 鉄腕アトム (アニメ第2作)（オデット）
- ふた子のモンチッチ（モンチッチちゃん）
- 魔法少女ララベル
- 無敵ロボ トライダーG7（砂原郁絵）
- 燃えろアーサー 白馬の王子（ギネビア）

1981年
- 宇宙戦艦ヤマトIII（ルダ王女）
- がんばれ元気（石田とも子）
- 銀河旋風ブライガー（オリビア）
- 新竹取物語 1000年女王（雪野弥生 / ラー・アンドロメダ・プロメシューム）
- 新・ど根性ガエル ※幡恵子と誤表記
- Dr.スランプ アラレちゃん（1981年 - 1984年、ドランパイア）
- ヤットデタマン（白雪姫）
- 若草の四姉妹（ベス）
- ワンワン三銃士（1981年 - 1982年、ジュリエット）

1982年
- おちゃめ神物語コロコロポロン（アリアドネ）
- 機甲艦隊ダイラガーXV（パティ・エリントン）
- 少年宮本武蔵 わんぱく二刀流（お加代〈幼年時代〉）
- スペースコブラ（ビビ）
- 孫悟空シルクロードをとぶ!!（不思議童子）
- ダッシュ勝平（内藤メグ〈2代目〉）
- ぼくパタリロ!（クリステァ）※藩恵子と誤表記
- 魔境伝説アクロバンチ（エリーナ姫）

1983年
- あさりちゃん（あや子）
- アルプス物語 わたしのアンネット（アンネット・バルニエル）
- イーグルサム（カナリー・カリーナ）
- 銀河疾風サスライガー（ヴェルダ）
- さすがの猿飛（印南百合子）
- 光速電神アルベガス（サラ）
- フクちゃん（メアリー）
- まんが日本史（静御前）

1984年
- ガラスの仮面（田淵エミ）
- 宗谷物語（千代）
- とんがり帽子のメモル（ミーサ）
- ビデオ戦士レザリオン（オリビア）
- 牧場の少女カトリ（娘）
- 森のトントたち

1985年
- おねがい!サミアどん（1985年 - 1986年、サミ子 他）
- ゲゲゲの鬼太郎（第3作）（1985年 - 1986年、春子、姫、松代）
- 超獣機神ダンクーガ（アネット・ハウザー）

1986年
- ウルトラマンキッズのことわざ物語（ピコ）
- 聖闘士星矢（1986年 - 1989年、沙織）
- 愛少女ポリアンナ物語（ナンシー・ハートレー）
- メイプルタウン物語（アン）
- ロボタン（マリリン）

1987年
- きまぐれオレンジ☆ロード（琴）
- シティーハンター（川田温子）
- 新メイプルタウン物語 パームタウン編（アン、ココ）
- 愛の若草物語（メグ）

1988年
- グリム名作劇場（娘）
- 小公子セディ（ハートル）

1989年
- パラソルヘンべえ（可愛）
- それいけ!アンパンマン（1989年 - 2024年、雪こんこん〈初代〉、かしわもちまん、かぜまる、シュガーぼうや〈初代〉、シャボンダマン〈2代目〉、オカリナ姫〈初代〉、おしるこちゃん〈初代〉、らーめん天使〈2代目〉、フラワー姫〈初代〉、ヨーカンマダム〈代役〉）

1990年
- それいけ!アンパンマン みなみの海をすくえ!（シャボンダマン）

1991年
- 美味しんぼ（すみ子）
- おちゃめなふたご クレア学院物語（ウィニフレッド・ジェームス）
- きんぎょ注意報!（菅平由梨香）
- わたしとわたし ふたりのロッテ（イレーネ・ゲルラハ）

1992年
- 超電動ロボ 鉄人28号FX（クレンナ）
- 美少女戦士セーラームーン（1992年 - 1996年、ルナ、クイン・ベリル） - 5シリーズ

1993年
- 若草物語 ナンとジョー先生（マーガレット・ブルック〈メグ〉）
- ドラえもん（テレビ朝日版第1期）（女王アリ）

1994年
- 覇王大系リューナイト（マーリア）
- ママレード・ボーイ（蛍の母）

1995年
- あずきちゃん（茂美）
- ぼのぼの（アライグマくんのおかあさん）
- ヤンボウ ニンボウ トンボウ（ツバメのリルさん、ヤンボウたちのお母さん）

1997年
- あずみマンマ・ミーア（ヨーコ）
- キューティーハニーF（フレディクロー）
- 金田一少年の事件簿（1997年 - 2014年、金田一の母、小椋リリィ） - 2シリーズ
- スプーンひめのスイングキッチン（スプーンひめ）

1998年
- 太陽の子エステバン（BS版）（ヤクーナ、サバ女王）

1999年
- バーバパパ世界をまわる（バーバママ）
- ポケットモンスター（ウチキド博士）
- 名探偵コナン（1999年 - 2009年、崎原恵、細野早苗、諸角亮子、白根桐子、志水絹子）

2000年
- マシュランボー（ルシフェーヌ）
- モンスターファーム〜伝説への道〜（ママニャー）

2001年
- カスミン（龍王妃）

2003年
- AVENGER（セシル）
- 高橋留美子劇場（アッチャラー、亜美）

2004年
- 宇宙交響詩メーテル 銀河鉄道999外伝（ラー・アンドロメダ・プロメシューム）
- ブラック・ジャック（サトルの母）

2005年
- AIR（八百比丘尼）
- ケロロ軍曹（カッパ、ケロロ上司）
- ふしぎ星の☆ふたご姫（2005年 - 2006年、ムーンマリア）
- 雪の女王（バラの妖精）

2006年
- ウサハナ 夢見るバレリーナ（クララ先生）
- エンジェル・ハート（立木小百合）

2007年
- バンブーブレード（コジローの母）

2008年
- スケアクロウマン（隣のおばさん）
- TYTANIA -タイタニア-（ナレーション、乳母）

2009年
- 空中ブランコ（野村の妻）

2011年
- HUNTER×HUNTER（第2作）（ミト）

2014年
- ガンダムさん（ことわざ解説、友人Aさん）
- スペース☆ダンディ（ワンコ）
- それでも世界は美しい（シーラ）

2016年
- 機動戦士ガンダムUC RE:0096

2017年
- ナイツ&マジック（キトリー・キルヤリンタ）

2018年
- 働くお兄さん!の2!（タピオの母）
- 色づく世界の明日から（月白柚葉）
- 狐狸之声（コンチュエの母親）

2019年
- 慎重勇者〜この勇者が俺TUEEEくせに慎重すぎる〜（イシスター）
- ONE PIECE（2019年 - 2023年、光月トキ）

2020年
- ランウェイで笑って（高岡祥子）

2021年
- かぎなど（2021年 - 2022年、八百比丘尼） - 2シリーズ

2025年
- 機動戦士Gundam GQuuuuuuX（ララァ・スン）

### 劇場アニメ
1979年
- アルプスの少女ハイジ（クララ）

1980年
- ヤマトよ永遠に（サーシャ）

1981年
- 宇宙戦士バルディオス（ジェミー星野）
- 怪物くん 怪物ランドへの招待（アコちゃん）
- シリウスの伝説（ピアレ）
- 夏への扉（レダニア・フランソワ）
- 21エモン 宇宙へいらっしゃい!（ルナ）

1982年
- 機動戦士ガンダムIII めぐりあい宇宙編（ララァ）
- 1000年女王（雪野弥生 / 1000年女王）

1983年
- 幻魔大戦（沢川淳子）
- まんがイソップ物語（ピッチ）

1984年
- 黒い雨にうたれて（本田英子）
- 超人ロック（ジェシカ・オーリン）
- 綿の国星（美津子）

1985年
- オーディーン 光子帆船スターライト（サラ・シアンベイカー）
- ドラえもん のび太の宇宙小戦争（パピ）
- ルパン三世 バビロンの黄金伝説（チンジャオ）

1987年
- 聖闘士星矢 邪神エリス（沙織）
- 新メイプルタウン物語 パームタウン編（アン）

1988年
- 機動戦士SDガンダム（ララァ・スン）
- 機動戦士ガンダム 逆襲のシャア（ララァ・スン）
- 聖闘士星矢 神々の熱き戦い（沙織）
- 聖闘士星矢 真紅の少年伝説（沙織）

1989年
- ギャラガ HYPER-PSYCHIC-GEO GARAGA（ファーラ）
- 聖闘士星矢 最終聖戦の戦士たち（沙織）

1992年
- 三国志 第一部・英雄たちの夜明け（麗花）

1993年
- お星さまのレール（益子）
- かいけつゾロリ（パル）
- 銀河英雄伝説 新たなる戦いの序曲（アンネローゼ）
- 劇場版 美少女戦士セーラームーンR（ルナ）
- 三国志 第二部・長江燃ゆ!（麗花）
- メイクアップ!セーラー戦士（クインベリル）

1994年
- 劇場版 美少女戦士セーラームーンS（ルナ）
- それいけ!アンパンマン みんな集まれ! アンパンマンワールド（おしるこちゃん）

1995年
- 美少女戦士セーラームーンSuperS セーラー9戦士集結!ブラック・ドリーム・ホールの奇跡（ルナ）
- スペシャルプレゼント 亜美ちゃんの初恋 美少女戦士セーラームーンSuperS 外伝（ルナ）

1997年
- それいけ!アンパンマン ぼくらはヒーロー（しゃぼんだまん）

1999年
- 劇場版ポケットモンスター 幻のポケモン ルギア爆誕（ウチキド博士）

2000年
- 機動戦士ガンダムIII めぐりあい宇宙編 特別版（ララァ・スン）

2004年
- 聖闘士星矢 天界編 序奏〜overture〜（アテナ〈沙織〉）

2005年
- 機動戦士ΖガンダムII A New Translation -恋人たち-（ララァ・スン）
- 劇場版AIR（八百比丘尼）

2007年
- それいけ!アンパンマン シャボン玉のプルン（シャボン玉姫）

2010年
- それいけ!アンパンマン はしれ!わくわくアンパンマングランプリ（フラワー姫）

2020年
- 映画 しまじろう しまじろうとそらとぶふね（リリィの母）

2021年
- 宇宙戦艦ヤマト2205 新たなる旅立ち（女の声）

2024年
- ヤマトよ永遠に REBEL3199（マザー・デザリアム）

### OVA
1980年代
- ダーティペアの大勝負 ノーランディアの謎（1985年、ミスニー）
- 県立地球防衛軍（1986年、大山みゆき）
- 夢次元ハンターファンドラ（1986年、フォンティーヌ）
- ルーツ・サーチ 食心物体X（1986年、モイラ）
- 機動戦士SDガンダム（1988年、ララァ）
- 銀河英雄伝説（1988年、アンネローゼ）

1990年代
- 帝都物語（1991年、辰宮由佳理）
- のりものだいすき!!（1994年、のりロボ）
- 覇王大系リューナイト アデュー・レジェンド（1995年、マーリア）
- 銀河英雄伝説外伝 白銀の谷（1998年、アンネローゼ）
- 銀河英雄伝説外伝 朝の夢、夜の歌（1998年、アンネローゼ）
- 銀河英雄伝説外伝 汚名（1998年、アンネローゼ）
- ブラック・ジャック（1998年、キャサリン）

2000年代
- 銀河英雄伝説外伝 決闘者（2000年、アンネローゼ）
- メーテルレジェンド（2000年、ラー・アンドロメダ・プロメシューム）
- さばくの国の王女さま（2001年）
- 聖闘士星矢 冥王ハーデス十二宮編（2002年、アテナ / 沙織）
- あの山に登ろうよ（2003年、ゆうきの母）
- GUNDAM EVOLVE../15 RX-78 / MAN-03 BRAW-BRO（2007年、ララァ・スン）

2010年代
- 一撃殺虫!!ホイホイさん LEGACY（2012年、栂村みゆき） ※単行本1巻のアニメDVD付き特装版
- 機動戦士ガンダムUC（2014年）

### ゲーム
1992年
- 天外魔境II 卍MARU（はまぐり姫、蛇光院松虫）

1993年
- マジクール
- CALII（秀蘭）

1994年
- 美少女戦士セーラームーン（ルナ）※PCエンジン版

1995年
- 空想科学世界ガリバーボーイ（メシュナの女王）
- ダブルドラゴン（レベッカ）
- 美少女戦士セーラームーンS（ルナ）※3DO版

1996年
- 機動戦士ガンダム ver.2.0（ララァ・スン）
- 美少女戦士セーラームーンSuperS 真・主役争奪戦（ルナ）

1997年
- 機動戦士Ζガンダム（ララァ・スン） - PS版
- ネクストキング 恋の千年王国（マレイン）

1998年
- SDガンダム GGENERATION（1998年 - 2025年、ララァ・スン） - 13作品
- 金田一少年の事件簿2 地獄遊園殺人事件（大門房枝）

1999年
- スーパーロボット大戦コンプリートボックス（ミラ・ライオネス、ララァ・スン）

2000年
- ガイアマスター（アガート）
- 機動戦士ガンダム（ララァ・スン）
- Sorcerous Stabber ORPHEN 魔術士オーフェン（キュアリス）
- 燃えろ!ジャスティス学園（霧嶋ゆりか）

2001年
- キッズステーション 美少女戦士セーラームーンワールド ちびうさとたのしいまいにち（ルナ）

2003年
- 機動戦士ガンダム めぐりあい宇宙（ララァ・スン）

2004年
- 宇宙戦艦ヤマト イスカンダルへの追憶（サーシア）
- スーパーロボット大戦GC（ララァ・スン、砂原郁恵）

2005年
- 宇宙戦艦ヤマト 暗黒星団帝国の逆襲（サーシア、真田澪）
- 宇宙戦艦ヤマト 二重銀河の崩壊（サーシア、真田澪）
- 聖闘士星矢 聖域十二宮編（アテナ城戸沙織）

2006年
- ガンダムバトルロワイヤル（ララァ・スン）
- スーパーロボット大戦XO（ララァ・スン、砂原郁恵）
- 天下人（帰蝶）

2007年
- ガンダムバトルクロニクル（ララァ・スン）
- ガンダム無双（ララァ・スン）

2008年
- ガンダム無双 Special（ララァ・スン）
- ガンダム無双2（ララァ・スン）
- スーパーロボット大戦A PORTABLE（ララァ・スン）

2009年
- 機動戦士ガンダム ガンダムVS.ガンダムNEXT（ララァ・スン）

2010年
- 機動戦士ガンダム エクストリームバーサス（2010年 - 2016年、ララァ・スン） - 5作品

2011年
- 第2次スーパーロボット大戦Z 破界篇 / 再世篇（2011年 - 2012年、砂原郁恵） - 2作品

2014年
- 第3次スーパーロボット大戦Z 時獄篇 / 天獄篇（2014年 - 2015年、砂原郁恵） - 2作品

2015年
- グランブルーファンタジー（2015年 - 2023年、ロボミ / メグミ）

2016年
- キヲクロスト（幡ヶ谷キョウコ）
- ワールド オブ ファイナルファンタジー（羽付の騎士ペリノア）

2017年
- ガンダムバーサス（ララァ・スン）

2018年
- 聖剣伝説2 SECRET of MANA（マナの樹、ナレーター）
- Shadowverse（蘇りし鋼の戦士・ロボミ）
- 機動戦士ガンダム エクストリームバーサス2（2018年 - 2025年、ララァ・スン） - 4作品

2019年
- スーパーロボット大戦T（砂原郁恵）
- ドラゴンクエストXI 過ぎ去りし時を求めて S（聖竜）
- ガンダムネットワーク大戦（ララァ・スン）
- HUNTER×HUNTER グリードアドベンチャー（ミト＝フリークス）
- スーパーロボット大戦DD（白鳥早苗）
- ONE PIECE トレジャークルーズ（光月トキ）

2024年
- ドラゴンクエストIII そして伝説へ…（HD-2D版）（竜の女王）

2025年
- パズル&ドラゴンズ（ララァ・スン）

### ドラマCD
- AIR 第7巻 SUMMER（八百比丘尼）
- 王家の紋章 Part 1（キャロル）
- 風の大陸 CDシネマ1 邂逅編 上（ティーエ〈少年時代〉）
- CDシアター ドラゴンクエストシリーズ（ルビス、ロザリー）
- 岸和田博士の科学的愛情（ミス・メロン）

### 吹き替え

#### 映画
- 青い珊瑚礁（エメライン〈ブルック・シールズ〉）
- 悪魔の沼（クララ）
- あなたのために（シスター・ハズバンド〈ストッカード・チャニング〉）
- アメリカン・グラフィティ ※フジテレビ版
- カサブランカ（イルザ・ラント〈イングリッド・バーグマン〉）※N.E.M.版[74]
- キャノンボール（マーシー・サッチャー〈エイドリアン・バーボー〉） ※テレビ朝日版
- キャリー（1976年版）（キャリー・ホワイト〈シシー・スペイセク〉）
- キャリー（2013年版）（マーガレット・ホワイト〈ジュリアン・ムーア〉[75]）
- 拳精（鳳子）
- 個人授業（ボニー）
- 13日の金曜日 完結編（ティナ）
- 007 ユア・アイズ・オンリー（ビビ〈リン＝ホリー・ジョンソン〉） ※テレビ版
- デイモン・ウェイアンズはメジャー・ペイン（エミリー・ウォルバーン）
- ハード・プレイ（グロリア・クレメンテ〈ロージー・ペレス〉）
- 初体験/リッジモント・ハイ（ステイシー・ハミルトン〈ジェニファー・ジェイソン・リー〉） ※フジテレビ版（思い出の復刻版BD収録）
- フォレスト・ガンプ/一期一会（子供時代のジェニー〈ハンナ・ホール〉[76]）※日本テレビ版
- フラッシュダンス（ジェニー〈サニー・ジョンソン〉）
- プライベイトスクール（ベッツィ〈キャスリーン・ウィルホイト〉）※フジテレビ版
- プロテクター（サリー〈サリー・イップ〉[77]） ※フジテレビ版（エクストリーム・エディションBD収録）
- ヘルナイト（マーティ〈リンダ・ブレア〉）
- ボールズ・ボールズ（マギー〈サラ・ホルコム〉）
- 爆走!キャノンボール（ジニー〈グリン・ルービン〉）※日本テレビ版
- ラ・ブーム2（ヴィック・ベレトン〈ソフィー・マルソー〉）
- 理由なき反抗（ジュディ〈ナタリー・ウッド〉[78]） ※TBS版
- インテリア (映画)（フリン〈クリスティン・グリフィス〉）

#### ドラマ
- ER緊急救命室
- ウルトラマンG（ベロニカ）
- キャッスルロック（ルース・ディーヴァー〈シシー・スペイセク〉）
- ダラス（ルーシー〈シャーリー・ティルトン〉）
- 新エアーウルフ / 復讐編（ジョー・サンティーニ〈ミシェル・スカラベリ〉）
- 大草原の小さな家  （ アニー・クレイン〈 マデリーン・ストウ 〉）
- 特捜刑事マイアミ・バイス シーズン3 #10 （カーラ・カポタリ〈アリス・アディア〉）
- ナイトライダー シーズン2（エイプリル・カーティス〈レベッカ・ホールデン〉）
- 名探偵ポワロ 第40話「死人の鏡」

#### アニメ
- アイアンマン（スパイダー）
- スヌーピーとチャーリーブラウン（バイオレット）

### 特撮
- 燃えろ!!ロボコン（1999年、ロボピーの声）
- 美少女戦士セーラームーン（2003年、ルナの声）
- スーパー戦隊シリーズ
  - 魔法戦隊マジレンジャー（2005年、天空聖者スノウジェルの声）
  - 獣拳戦隊ゲキレンジャー（2008年、ヒソの声）

### ラジオ
- 夜のドラマハウス（ニッポン放送）
- アニメNOW!（1981年 - 1982年、文化放送）
- NISSANナマ生ステーション・日本全国7時半! （1981年 - 1982年、ニッポン放送）水曜パーソナリティー
- 潘恵子 占星ショナルロック（1983年10月 - 1984年4月、ニッポン放送）

### ラジオドラマ
- 帰りたいサラリーマン 第8話（2024年10月12日、RKBラジオ） - サラリーマンの母 役[79]

### レコード
- スター・ウォーズ・ストーリー（レイア・オーガナ）

### カセットテープ
- 銀河伝承（リタ）※ファミリーコンピュータ ディスクシステム用ソフト『銀河伝承』に同梱されているカセットテープ

### 人形劇
- こどもにんぎょう劇場「はなさかじいさん」（良いおばあさんの声）
- ドラムカンナの冒険（ウールばあさんの声）
- ひげよさらば（ハネカエリの声）
- ぼうけん!メカラッパ号（タライラの声）

### テレビドラマ
- 手紙-殺しへの招待- 第15話、第17話、第18話（1975年、日本テレビ） - 番組アシスタント 役 ※ノンクレジット
- 太陽にほえろ! 第662話「制服よさらば」（1985年9月6日、日本テレビ） - 病院の受付嬢 役

### テレビ番組
- 一枚の写真（1988年3月22日、フジテレビ）
- 英語であそぼ「たんけんゴブリン島」 → 「ハロー!エスカルゴ島」（ピンキー）
- ガンダム誕生秘話（2019年3月30日、NHK総合、本人出演）
- 1000年女王 【アニメ術】（シネフィルWOWOW、本人出演）
- ワンツー・どん（どん君〈2代目〉の声）

### 舞台
- ピーターパン（1982年、中日劇場） - ウエンディ

### その他コンテンツ
- 機動戦士ガンダム30周年記念 みんなのガンダム 完全版（アニマックス、本人出演）
- 積水ハウス（バーバママ）
- JARO日本広告審査機構（白雪姫）
- 横須賀市 水道の歴史（広報ビデオ）
- ライトスタッフブルーフォレスト物語 〜風の封印〜（1996年）

## アルバム
潘恵子
1981年、キャニオンレコード
1. 明日も片想い
2. マジカルパーティー
3. 涙のレイニーストリート
4. チャイニーズティー
5. 小さな旅
6. AI・愛・AI（KEIKOのテーマ）
7. 恋するベッキー 『トム・ソーヤの冒険』挿入歌
8. 星空のメッセージ『新竹取物語1000年女王』イメージソング （with スラップスティック）
9. 裸足のフローネ 『ふしぎな島のフローネ』オープニング
10. フローネの夢 『ふしぎな島のフローネ』エンディング

HAN TASTIC
1982年、キャニオンレコード
1. ちょっとだけSide Way （射手座）
2. 翔べないウエディングドレス （山羊座）
3. もう一度ボサノバ （魚座）
4. シンガポール・タクシー （獅子座）
5. ポートタウン （蟹座）
6. 日曜の朝と決めて… （牡牛座）
7. 遊び心いっぱい （双子座）
8. サヨナラは言わないで （天秤座）
9. 銀のコイン （牡羊座）
10. 香港スパイ （蠍座）
11. 気ままにLoneliness （水瓶座）
12. Shooting Star （乙女座）

Who saw the Wind?
1983年、キャニオンレコード
潘恵子自身でプロデュースを行っている。
1. Please me Please me
2. 渚のFall in Love （with 荒川務）
3. 愛は蜃気楼
4. 二人でSing a Song （with 大塚麻衣子）
5. 風をつかまえて
6. ブロークン・メモリー
7. ひとりごと
潘恵子作詞
8. BACK IN MY LIFE AGAIN
9. Lonely My Love

TANGRAM
1983年、キャニオンレコード
1. ワン・モア I Love You
2. いちごガールHiHi
3. 許してあげる
4. SONG
5. 海風〜on shore〜
6. シーソーゲーム
7. 夢盗人
8. 渚のStation
9. 月夜のララバイ
10. 夢枕もういちど

## 著書
- 星空のゆめ (朝日ソノラマ 1981年11月）
- 愛情星占い 相性のいい星座を見わける法（角川文庫 1983年3月）
- 母と子の相性星うらない ハッピー子育てガイド（小学館 1999年4月）
- ハローキティのベスト・パートナー星占い 星占いでHappyになる（サンリオ 1999年12月）
- ハローキティのえと ホロ占い 十二支×ホロスコープ（サンリオ 2000年10月）
- 親子の相性子育て星占い - 星が教えるハッピーライフ（土屋書店 2009年11月）
- 親子の相性子育て星占い - 星が教えるハッピーライフ（土屋書店 2011年5月）
- ララァのガンキャラ占い - 太陽×月の本格星占いで、48タイプのガンダムキャラ 角川コミックス・エース（角川書店 2009年12月）